# Muʻumuʻu

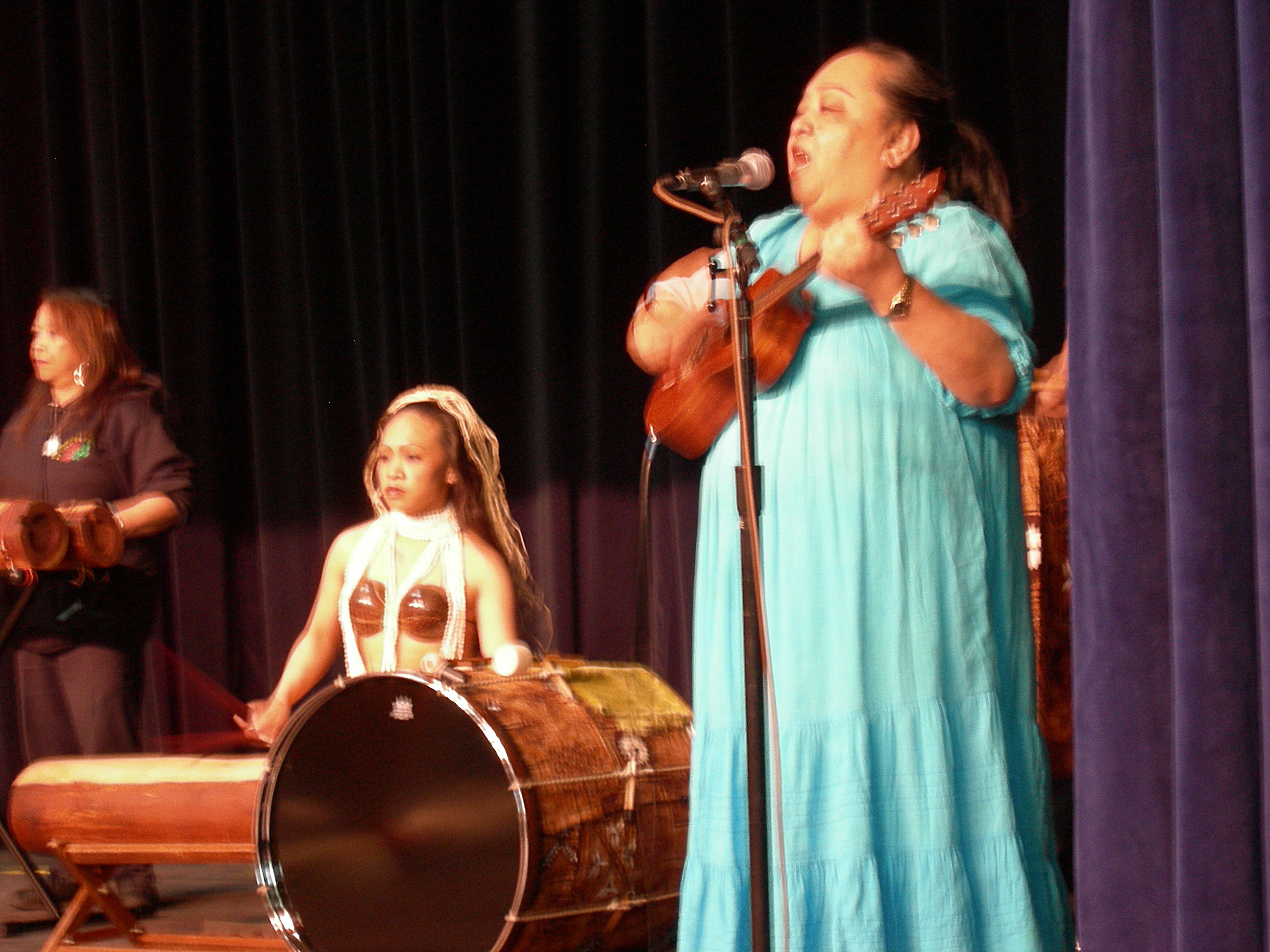
Eine Sängerin (rechts) trägt ein Muʻumuʻu

Das Muʻumuʻu (hawaiisch muʻumuʻu ‚abgeschnitten, gekürzt‘ , hawaiische Aussprache [ˈmuʔuˈmuʔu]; auch mu'umu'u, muumuu) ist ein traditionelles hawaiisches Kleid. Es ist locker und weder mit Bund noch anderweitig körperbetont geschnitten und hängt daher von den Schultern herab. Der Name leitet sich sowohl davon ab, dass früher der Kragen weggelassen wurde, als auch von den kurzen Ärmeln. Im Unterschied dazu hat das holokū (Mother-Hubbard-Kleid) genannte gesäumte Kleid immer einen Kragen und üblicherweise eine Schleppe.
Ursprünglich von Missionaren nach Polynesien gebracht, um die entblößte Brust der weiblichen Einwohner zu bedecken, die etwa ein Paʻu trugen, gilt der traditionelle Muʻumuʻu heute als Überbleibsel der viktorianischen Zeit. Im Laufe der Zeit wurden leichtere Materialien zur Herstellung der Kleider verwendet, wie etwa Baumwolle, die hell gefärbt und mit Blumenmustern verziert wird.